# 星出 (小惑星)
星出（ほしで、14926 Hoshide）は、小惑星帯の小惑星。北海道の円舘金と渡辺和郎が発見した。
日本人宇宙飛行士の星出彰彦に因んで名付けられた。